# Кристоф Малавуа
Кристо́ф Малавуа́ (фр. Christophe Malavoy; нар. 21 березня 1952, Ройтлінген, Німеччина) — французький актор театру, кіно і телебачення, письменник. Лауреат французької національної кінопремії «Сезар» 1983 року в категорії «Багатонадійний актор» .

## Біографія
Кристоф Малавуа народився 21 березня 1952 року в місті Ройтлінген в Німеччині (на той час ФРН), де служив офіцером його батько. У віці чотирьох років знімався в любительських фільмах свого батька, тоді й проявилися його таланти. Навчався у школі на вулиці Бланш в Парижі та в Паризькій національній консерваторії.
Малавуа почав театральну кар'єру в компанії KHI під керівництвом молодого американського режисера Стюарта Сайд. Першу роль в кіно він зіграна в 1975 році у фільмі Мішеля Жерара «Солдате Дюрок, це буде ваш день народження». У 1978 році знявся у фільмі Мішеля Девіля «Досьє на 51-го». У 1982 році П'єр Шендерфер запросив Малавуа для участі у своєму фільму «Честь капітана», де він знявся з таким акторами, як Жак Перрен, Ніколь Гарсія, Клод Жад і Жорж Вільсон.
У 1983 році Кристоф Малавуа отримав французьку національну кінопремію «Сезар» як «Багатонадійний актор» за роль у фільмі «Сімейний рок» режисера Жозе Пінейро. У 1980-ті роки він з успіхом знімався в таких фільмах, як «Небезпека у будинку» з Ніколь Гарсія, «Залізна рука» з Бернаром Жиродо, «П'яна» з Рішаром Боринже, у фільмі Робера Енріко «Втомившись від війни» за книгою Франсуази Саган та ін.
Малавуа грав також в комедії Клода Зіді «Асоціація зловмисників» (1986), та у фільмах Клода Шаброля («Крик сови» і «Мадам Боварі», обидва 1987). У 1985 році актор отримав премію Жана Габена, а у 1987 році був номінований на «Сезара» як «Найкращий актор» за роль у фільмі Режиса Варньє «Жінка мого життя».
У 1990-і роки Кристоф Малавуа звернувся до телебачення. У телефільмі Іва Буассе «Справа Сезнека» (1993) він виконав головну роль.
У 1997 році Малавуа дебютував як режисер, знявши спочатку телефільм «Місто, в якому принц — дитина» (фр. La Ville dont le prince est un enfant) за романом Монтерлана, а згодом, у 2007 році, — повнометражний художній фільм «Вільна зона».
Окрім акторської діяльності Кристоф Малавуа займається і літературною діяльністю, пише сценарії і романи. Серед його книг — оповідання «D' étoiles et d'exils» (1993) і «À hauteur d'homme» (2001), романи «Parmi tant d'autres» (1996), «J' étais enfant pendant la guerre» (1997), «La Brûlure du jour» (1999), «Céline, Même pas mort»! (2008). Після смерті Клода Шаброля в 2010 році Малавуа вирішив менше приділяти уваги кінематографу, який на його думку розгубив свою глибину, і зайнятися письменницькою діяльністю, паралельно з грою в театрі.

## Фільмографія (вибіркова)
| Рік       |    | Українська назва                           | Оригінальна назва                        | Роль                                     |
| --------- | -- | ------------------------------------------ | ---------------------------------------- | ---------------------------------------- |
| 1975      | тф | Солдате Дюрок, це буде ваш день народження | Soldat Duroc, ça va être ta fête         | солдат                                   |
| 1978      | ф  | Досьє на 51-го                             | Le dossier 51                            | агент 8956                               |
| 1979      | кф | Дитина без історії                         | Un enfant sans histoire                  |                                          |
| 1979      | ф  | Подорож потайки                            | Le voyage en douce                       | людина в потягу                          |
| 1979      | ф  | У героїв не мерзнуть вуха                  | Les héros n'ont pas froid aux oreilles   | водій R5                                 |
| 1982      | ф  | Інформатор                                 | La balance                               | Тінтін                                   |
| 1982      | ф  | Мою дружину звуть Повернися                | Ma femme s'appelle reviens               | Террі                                    |
| 1982      | ф  | Сімейний рок                               | Family Rock                              | Кристоф                                  |
| 1982      | ф  | Честь капітана                             | L'honneur d'un capitaine                 | Отомарші                                 |
| 1983      | ф  | Скарлатина                                 | La scarlatine                            | Жак Дюбуа                                |
| 1984      | ф  | Подорож                                    | Le voyage                                | Тома                                     |
| 1984      | ф  | Спогади спогади                            | Souvenirs souvenirs                      | Рего Боккара, Джон Б. Каттон             |
| 1985      | ф  | Дерево в морі                              | L'arbre sous la mer                      | Матьє                                    |
| 1985      | ф  | Залізна рука                               | Bras de fer                              | П'єр Вані, псевдонім «Огюстен»           |
| 1985      | ф  | Небезпека у будинку                        | Péril en la demeure                      | Давид Урфет                              |
| 1986      | ф  | Асоціація зловмисників                     | Association de malfaiteurs               | Жерар                                    |
| 1986      | ф  | Жінка мого життя                           | La femme de ma vie                       | Симон                                    |
| 1987      | ф  | Крик сови                                  | Le cri du hibou                          | Робер                                    |
| 1987      | ф  | Втомившись від війни                       | De guerre lasse                          | Шарль Самбра, менеджер взуттєвої фабрики |
| 1988      | ф  | Дві хвилини сонця і багато іншого          | Deux minutes de soleil en plus           | Віе                                      |
| 1988      | тф | Мельєс 88: Мрія художника                  | Méliès 88: Rêve d'artiste                | Мельєс, Біс                              |
| 1989      | ф  | П'яна                                      | La soule                                 | П'єр Курсі                               |
| 1990      | ф  | Жан Гальмо, авантюрист                     | Jean Galmot, aventurier                  | Жан Ґальмо                               |
| 1990      | ф  | Радощі інтимного життя                     | I divertimenti della vita privata        | Оноре де Дюмон                           |
| 1990      | ф  | Ребус                                      | Rebus                                    | Карабас                                  |
| 1991      | тф | Остання ланка                              | Le dernier lien                          | Франк                                    |
| 1991      | тф | Д'Артаньян                                 | D'Artagnan                               | д'Артаньян                               |
| 1991      | ф  | Мадам Боварі                               | Madame Bovary                            | Родольфо Буланже                         |
| 1992      | ф  | Відразу після грози                        | Juste avant l'orage                      | Фердинанд                                |
| 1993      | тф | Справа Сезнека                             | L'affaire Seznec                         | Гійом Сезнек                             |
| 1993      | тф | Удар хвоста                                | Colpo di coda                            | Арно                                     |
| 1994      | ф  | Загашені злі вогні                         | Des feux mal éteints                     | капітан Вержез                           |
| 1994      | тф | Абсолютний рай                             | Le paradis absolument                    | Жерар                                    |
| 1997      | кф | Підозра в зловживанні                      | Abus de méfiance                         | Кристоф Малавуа                          |
| 1997      | ф  | Ідеальний чоловік                          | L'homme idéal                            | Фабріс                                   |
| 1997      | тф | Вогонь, який горить                        | La ville dont le prince est un enfant    | абат з Прадтса                           |
| 1997      | ф  | Секс, кохання і математика                 | C'est la tangente que je préfère         | батько Сабіни                            |
| 1998      | тф | Старші діти                                | Les grands enfants                       | Жульєн                                   |
| 1998      | тф | Вантажівка на двох                         | Un camion pour deux                      | Поль Монрад                              |
| 1998      | ф  | Хмари                                      | La nube                                  |                                          |
| 1999      | тф | Ісус                                       | Jésus                                    | Каїфа                                    |
| 2000—2009 | с  | Так поступають справжні жінки              | Femmes de loi                            | Марк Вандерман                           |
| 2001      | тф | Жульєтт: Послуги включені                  | Juliette: Service(s) compris             | Франсуа                                  |
| 2002      | тф | на свідому повітрі                         | La vie au grand air                      | Бернар Керуак                            |
| 2002      | тф | Жан Мулен                                  | Jean Moulin                              | командир Манес                           |
| 2004      | тф | Цей незнайомець — мій син                  | Mon fils cet inconnu                     | Марк Шамбон                              |
| 2004      | тф | Бездоганна репутація                       | Table rase                               | Шарль                                    |
| 2004      | тф | Кохані безсмертні                          | Ceux qui aiment ne meurent jamais        | Андре                                    |
| 2004      | ф  | Останній день                              | Le dernier jour                          | Жан-Луї                                  |
| 2005—2008 | с  | Секс у великому Парижі                     | Clara Sheller                            | Бертран                                  |
| 2006      | с  | Лаура: Прокляття Рів'єри                   | Laura, le compte à rebours a commencé    | Макс Фонтен                              |
| 2007      | тф | Домбе і син                                | Dombais et fils                          | Шарль Домбе                              |
| 2008      | тф | З вогню і з льоду                          | De feu et de glace                       | Жак Рокай                                |
| 2009      | тф | 12 куль у шкіру Лаваля                     | 12 balles dans la peau pour Pierre Laval | П'єр Лаваль                              |
| 2010      | тф | Тінь Мон-Сен-Мішеля                        | L'ombre du Mont-Saint-Michel             | Домінік Вернон                           |
| 2010      | тф | Розум Кенеді                               | Kennedys Hirn                            | Арон Кантор                              |
| 2011      | ф  | Монте-Карло                                | Monte Carlo                              | Бернар Маршан                            |
| 2011      | ф  | Ніжність                                   | La délicatesse                           | батько Наталі                            |
| 2013      | с  | Круїз                                      | La croisière                             | командир                                 |
| 2013      | ф  | Знову 16                                   | 16 ans ou presque                        | Домінік Мюсті                            |
| 2013      | с  | Шериф                                      | Cherif                                   | генерал Паскаль де Рокубрюн              |
| 2015      | тф | Роза і солдат                              | Rose et le soldat                        | адмірал Робер                            |
| 2017      | тф | Вбивства в Савойї                          | Meurtres en Savoie                       | Жорж                                     |

Режисер, сценарист
| Рік  |     | Назва українською           | Оригінальна назва                     | Режисер | Сценарист |
| ---- | --- | --------------------------- | ------------------------------------- | ------- | --------- |
| 1997 | т/ф | Місто, в якому принц дитина | La ville dont le prince est un enfant | Так     |           |
| 2004 | т/ф | Кохані безсмертні           | Ceux qui aiment ne meurent jamais     | Так     | Так       |
| 2007 |     | Вільна країна               | Zone libre                            | Так     | Так       |

## Визнання
| Нагороди та номінації Кристофа Малавуа | Нагороди та номінації Кристофа Малавуа  | Нагороди та номінації Кристофа Малавуа | Нагороди та номінації Кристофа Малавуа |
| Рік                                    | Категорія                               | Фільм                                  | Результат                              |
| -------------------------------------- | --------------------------------------- | -------------------------------------- | -------------------------------------- |
| Премія «Сезар»                         |                                         |                                        |                                        |
| 1983                                   | Найперспективніший актор                | Сімейний рок                           | Перемога                               |
| 1987                                   | Найкращий актор                         | Жінка мого життя                       | Номінація                              |
| 1988                                   | Найкращий актор                         | Втомившись від війни                   | Номінація                              |
|                                        |                                         |                                        |                                        |
| 1985                                   | Приз Жана Габена                        | Приз Жана Габена                       | Перемога                               |
|                                        |                                         |                                        |                                        |
| Міжнародний кінофестиваль у Чикаго     |                                         |                                        |                                        |
| 1997                                   | Золотий Г'юго — Конкурс нових режисерів | Вогонь, який горить                    | Номінація                              |